# Acanthorrhynchium
Acanthorrhynchium là một chi rêu trong họ Sematophyllaceae.